# Деспот и жртва (роман)
Деспот и жртва је историјски роман српског књижевника Добрила Ненадића.

## Награде
Роман је освојио награде Меша Селимовић (1998) и награду Народне библиотеке Србије за најчитанију књигу године (2000).